# Saint-Pierre-d'Arthéglise
Saint-Pierre-d'Arthéglise è un comune francese di 152 abitanti situato nel dipartimento della Manica nella regione della Normandia.

## Società

### Evoluzione demografica
Abitanti censiti